# Strix occidentalis
El cárabo californiano o cárabo manchado (Strix occidentalis), también conocido como búho manchado, búho moteado, búho serrano ventrilistado  o mochuelo brahmán, es una especie de ave strigiforme de la familia Strigidae, muy extendida en el oeste de América del Norte.

## Hábitat y distribución
Vive en los bosques del oeste de América del Norte, donde anida en agujeros de árboles, viejos nidos de aves rapaces o grietas. Los nidos pueden estar entre 12 y 60 metros de altura y por lo general contienen dos huevos (aunque algunos contienen más de cuatro). Se trata de un búho estrictamente nocturno que se alimenta de pequeños mamíferos y aves

## Descripción
Esta lechuza tiene una longitud de 43 cm una envergadura de 114 cm y un peso de aproximadamente 600 g. Sus huevos son de un poco más de 50 milímetros de largo, son de color blanco, suave y con una textura ligeramente granular. La hembra se sienta sobre los huevos y cuida a los polluelos, mientras que los machos proporciona la comida.

## Subespecies
Las tres subespecies del Strix occidentalis son los siguientes:.

- Strix occidentalis caurina (lechuza moteada del norte)
- Strix occidentalis occidentalis (búho manchado californiano)
- Strix occidentalis lucida (tecolote moteado mexicano)

El Strix occidentalis es similar en apariencia al cárabo norteamericano (Strix varia). En los últimos años la subespecie del Strix occidentalis en California y el Norte fue "reemplazada" por el cárabo norteamericano, más agresivo y con una dieta más amplia.

## Conservación
Las poblaciones del norte y del sur de Strix occidentalis son clasificadas como especies amenazadas en los Estados Unidos bajo la "Ley de Especies en Peligro de Extinción" y administrado por Departamento de Pesca y Vida Silvestre de Estados Unidos.
La lechuza moteada del norte está disminuyendo rápidamente con cerca del 7% de pérdida anual de la población a lo largo del límite norte de su distribución (en el norte del estado de Washington y el suroeste de Columbia Británica). Menos de 30 parejas reproductoras permanecen en la Columbia Británica y la especie puede extinguirse en los próximos años en Canadá.

Todas las subespecies de Strix occidentalis son a menudo objeto de desacuerdo entre los ambientalistas, madereros, ganaderos y otras organizaciones cuyas actividades pueden afectar a la cubierta forestal. En febrero de 2008  un juez federal reforzó la decisición del Departamento de Pesca y Vida Silvestre de Estados Unidos para designar 34.800 kilómetros cuadrados en Arizona, Utah, Colorado y Nuevo México como hábitat crítico para el búho. La decisión fue impugnada por la Asociación de Productores de Ganado de Arizona, pero el juez Susan Bolton confirmó la decisión.

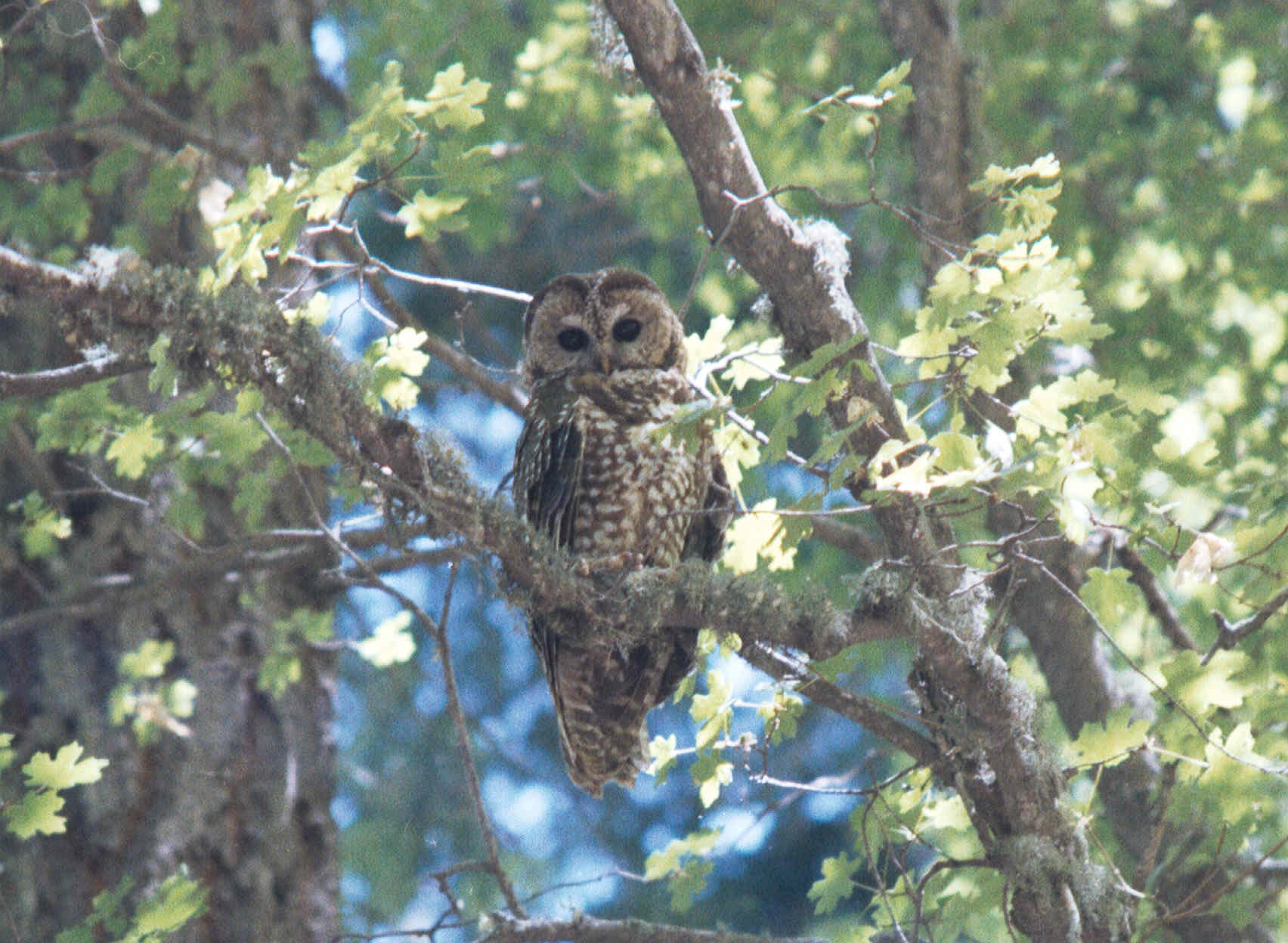
Strix occidentalis lucida

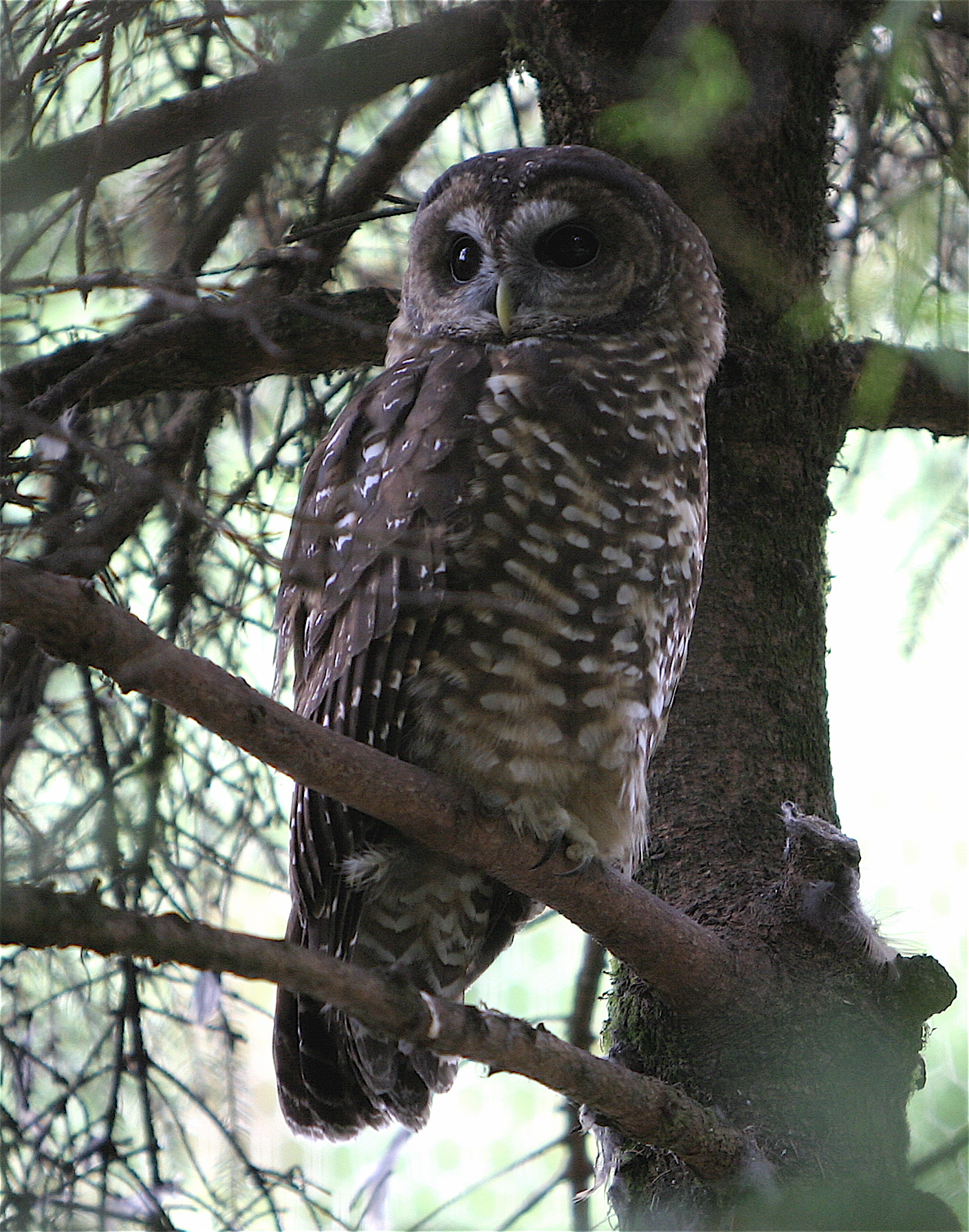
Strix occidentalis caurina